# Happiness (canción de Red Velvet)
«Happiness» (en hangul, 행복) es una canción grabada por el grupo femenino surcoreano Red Velvet, lanzado el 4 de agosto de 2014 por S.M. Entertainment como el sencillo debut del grupo. La canción fue escrita por escrita por Yoo Young-jin y compuesta por Will Simms, Chad Hugo, Chris Holsten y Anne Judith Wik (Dsign Music).

## Antecedentes y lanzamiento
«Happiness» es una canción de dance pop coproducida por Will Simms, que también trabajó con EXO y Girls' Generation, y Chad Hugo (The Neptunes).
El sencillo fue lanzado digitalmente el 4 de agosto de 2014. Se publicó en todo el mundo a través de iTunes, Melon, Genie y otros portales de música en línea. Además, la primera actuación debut del grupo fue programada para el 1 de agosto de 2014 en  Music Bank, seguido por Show! Music Core e Inkigayo.
El vídeo musical de «Happiness» alcanzó 2 millones de visualizaciones en sus primeras 24 horas antes de ser eliminado y reemplazado por una versión editada. En una entrevista que las integrantes de Red Velvet dieron en el programa de radio, Kim Chang Ryul's Old School el 6 de agosto, el éxito del debut fue bien merecido. «Ha sido un año y medio desde que el grupo fue con cuatro integrantes. Nosotras practicamos seis meses para nuestra canción debut 'Happiness'», explicaron las integrantes del grupo, de acuerdo con Allkpop.

## Críticas
«Happiness es una miscelánea experimental de diferentes sonidos y estilos con el que no esperaría para trabajar, pero de alguna manera lo hace. Un minuto es una trampa, el siguiente es como el folk-EDM de Avicii, haciendo que todo suene como un gran pedazo de chicle saltante y adictivo.» — Pop Dust

## Créditos
- Red Velvet - Vocalistas
  - Irene - vocalista, rapera
  - Seulgi - vocalista líder
  - Wendy - vocalista principal
  - Joy - vocalista, rapera
- Yoo Young-jin - compositor
- Will Simms - productor, arreglo del audio
- Chad Hugo (The Neptunes) - productor, arreglo del audio

## Posicionamiento en listas
«Happiness» logró ubicarse en el primer puesto de la lista musical de Corea, Genie, después de su lanzamiento. La canción demostró tener resultados excepcionales para un grupo nuevo, calificándose dentro del top 10 de Melon, Naver Music y otras listas. La canción debutó en la tercera posición en Singapur y Taiwán, cuarta en Malasia, quinta en Tailandia y novena en Hong Kong. «Happiness» también estuvo dentro del top 10 de las listas de sencillos de iTunes después de su lanzamiento el 5 de agosto.
| Lista (2014) | Mejor posición |
| ------------ | -------------- |
| Olleh Music  | 1              |
| MelOn        | 8              |
| Mnet         | 4              |
| Genie        | 1              |
| Bugs         | 1              |
| Naver Music  | 7              |
| Daum Music   | 2              |
| iTunes Chart | 3              |